# Raceland (Louisiana)
Raceland è un census-designated place (CDP) degli Stati Uniti d'America, situato nello stato della Louisiana, in particolare nella parrocchia di Lafourche.